# Мітчелл Дюк
Мітчелл Томас Дюк (англ. Mitchell Thomas Duke, нар. 18 січня 1991, Ліверпуль, Австралія) — австралійський футболіст, нападник національної збірної Австралії та японського клубу «Фаджіано Окаяма».

## Клубна кар'єра
Вихованець юнацьких команд футбольних клубів «Парраматта Іглз» і «Сентрал-Кост Марінерс».
У дорослому футболі дебютував 2011 року виступами за команду клубу «Сентрал-Кост Марінерс», в якій того року взяв участь в одному матчі чемпіонату.
Своєю грою за цю команду привернув увагу представників тренерського штабу клубу «Блектон Сіті», до складу якого приєднався 2011 року. Відіграв за Відіграв за наступний сезон своєї ігрової кар'єри.
2012 року повернувся до клубу «Сентрал-Кост Марінерс». Цього разу провів у складі його команди три сезони. Більшість часу, проведеного у складі «Сентрал-Кост Марінерс», був основним гравцем атакувальної ланки команди.
До складу клубу «Сімідзу С-Палс» приєднався 2015 року. Станом на 23 жовтня 2017 відіграв за команду з міста Сідзуока 63 матчі в національному чемпіонаті.

## Виступи за збірну
2013 року дебютував в офіційних матчах у складі національної збірної Австралії.